# Marlies Hanschitz
Marlies „Malibu“ Hanschitz (* 12. März 1986 in Wolfsberg) ist eine ehemalige österreichische Fußballspielerin.

## Vereinskarriere
Im Oktober 1994 begann die damals Achtjährige – deren Vater und Bruder bereits Fußball spielten – ihre Vereinskarriere beim SK Austria Klagenfurt. Bis Herbst 1999 war sie als Kooperationsspielerin im Nachwuchsbereich des SK Austria Klagenfurt und des ATSV Wolfsberg aktiv. In weiterer Folge wechselte sie in den Nachwuchs des ASV St. Margarethen/Lavanttal. Hier gelang der Stürmerin auch das erste Tor in der österreichischen Bundesliga. Im Jahr 2005 verpflichtete sie dann der Innsbrucker AC. 2006 wurde die Damenmannschaft des IAC vom FC Wacker Innsbruck übernommen. Nach zwei Zwischenstationen beim SK KELAG Kärnten Frauen im Jahr 2010 und beim FC St. Veit im Jahr 2011 kehrte sie 2012 noch einmal für eine Saison zum FC Wacker Innsbruck zurück. Daraufhin folgte noch ein Engagement beim SV Neulengbach. Zuletzt spielte sie für den SV Brixlegg in der Tiroler Liga der Frauen und beendete dort zu Saisonende 2015/16 ihre Karriere als Aktive.
Hauptberuflich ist sie als Polizeibeamtin tätig.

## Nationalmannschaftskarriere
Zwischen 2003 und 2013 absolvierte sie 44 Spiele für die österreichische Fußballnationalmannschaft der Frauen. In diesen Spielen erzielte sie acht Tore und lief einige Male als Mannschaftskapitänin auf.

### Erfolge
mit dem SV Neulengbach
- Österreichischer Meister: 2013/14